# Tre sekunder
Tre sekunder är en kriminalroman av författarparet Roslund och Hellström, utgiven 2009. Boken handlar om en man som lever ett dubbelliv, dels med sin familj som han älskar, och dels ett hemligt liv, där han varje dag riskerar att förlora allt. En roman om kriminella i Sverige, om polis och fängelsepersonal som ansvarar för dem, och om de myndigheter som använder dem som infiltratörer. En berättelse som tar oss till Piet Hoffmann, en tidigare kriminell som värvas av svensk polis för att infiltrera grov organiserad brottslighet - till hans hanterare Erik Wilson - till kriminalkommissarie Ewert Grens - och till en rad andra aktörer involverade i Hoffmanns uppdrag.
"Tre Sekunder" låg på den svenska bästsäljarlistan i sammanlagt 18 månader (inklusive nummer 1). Den fortsatte så runt om i världen, till The New York Times Best Seller List, till Kanadas, Israels, Norges, Estlands, Italiens etc.
"Tre Sekunder" är översatt till japanska, kinesiska, koreanska, indonesiska, ryska, engelska, tyska, italienska, spanska, portugisiska, holländska, polska, litauiska, estniska, rumänska, bulgariska, slovenska, kroatiska, ungerska, slovakiska, tjeckiska, isländska, finska, danska, norska, hebreiska samt katalanska.

## Karaktärer

### Ewert Grens
Grens är kriminalkommissarie vid Citypolisen i Stockholm, någonstans runt 55 och 60 år gammal. Jagad av sin frus död, som han känner sig ansvarig för, tillbringar han större delen av sin tid i det stora polishuset Kronoberg på Kungsholmen. Han föredrar kaffemaskinen och en och annan mazarin, att sova på den bruna manchestersoffan i sitt kontorsrum och undviker att gå hem. Att lösa nästa fall blir hela livet. Grens är en av huvudkaraktärerna i samtliga Roslund & Hellströms kriminalromaner, "Odjuret" (2004), "Box 21" (2005), "Edward Finnigans Upprättelse" (2006), "Flickan Under Gatan" (2007), "Tre Sekunder" (2009), "Två Soldater" (2012), "Tre Minuter" (2016).

### Piet Hoffmann
Efter att ha blivit dömd till fängelse för narkotikabrott, rekryterades Hoffmann av svensk polis. Den främste kriminelle infiltratör som polismyndigheten sett, styrd av sina drivkrafter - ett beroendeframkallande belöningssystem byggt på adrenalin och kickar. Men nu finns också något annat i hans liv - hans älskade fru och två små pojkar. Han vill ut - och detta sista uppdrag genomför han för att få en ny start, ett uppdrag som innebär att han måste infiltrera in i fängelset.

### Övriga karaktärer
- Erik Wilson, Piet Hoffmanns hanterare, också han kriminalkommissarie vid Citypolisen. Efter nio års samarbete har han starka band med Hoffmann, och slits mellan lojalitet till den polisoperation han ska verka för och det påbud från hans överordnade som kräver att Hoffmann ska "brännas".
- Lars Ågestam, chefsåklagare som leder polisutredningen mot Hoffmann och som har en lång historia av kollisioner med Ewert Grens.
- Sven Sundkvist, kriminalinspektör och Grens närmaste man.
- Marianna Hermansson, kriminalinspektör och del av Grens innersta arbetskrets.
- Fredrik Göransson, intendent och därmed såväl Grens som Wilsons chef.
- Zofia Hoffmann, Piets älskade fru och mamman till deras två pojkar, Rasmus och Hugo.
- Lennart Oscarsson, anstaltschef för Aspsåsfängelset, ett av Sveriges tre högsäkerhetsfängelser.
- Martin Jacobson, kriminalvårdsinspektör vid Aspsåsfängelset.

## Spelplatser
Tre Sekunder utspelas huvudsakligen i centrala Stockholm och på Aspsåsfängelset, ett fiktivt högsäkerhetsfängelse några mil norr om Stockholm. Romanen rör sig även i USA, Danmark och Polen.

## Filmatisering
På filmfestivalen i Cannes 2017 presenterades skådespelarna för fyra av de större rollerna:  Rosamund Pike, Joel Kinnaman, Clive Owen och Common. Filmen Tre sekunder hade premiär den 30 augusti 2019.

## Utmärkelser
- Tilldelad Bästa svenska kriminalroman 2010.
- Tilldelad Stora Läsarpriset för Årets Spänning 2010.
- Nominerad till Glasnyckeln 2010.
- Tilldelad Platinapocket 2010 i kategorin Årets mest sålda svenska deckare.
- Tilldelad The CWA International Dagger för Årets bästa internationella kriminalroman 2011.
- Nominerad till The Barry Award för Årets bästa brittiska kriminalroman 2011.
- Tilldelad Det Japanska Läsarpriset för Årets bästa kriminalroman.